# Premio Pulitzer 1963
Quella del 1963 fu la quarantasettesima assegnazione dei Premi Pulitzer e vide il conferimento di quattordici premi in quindici categorie, otto relative al mondo del giornalismo e sette relative al mondo della letteratura e della musica, con l'introduzione del premio per la saggistica.
In quest'edizione, la giuria fu composta da 15 membri, tra cui il presidente della Columbia University, Grayson Kirk, e fu presieduta da Joseph Pulitzer, redattore del St. Louis Post-Dispatch nonché omonimo figlio del fondatore dei premi Pulitzer, Joseph Pulitzer.

## Giornalismo
- Pubblico servizio:

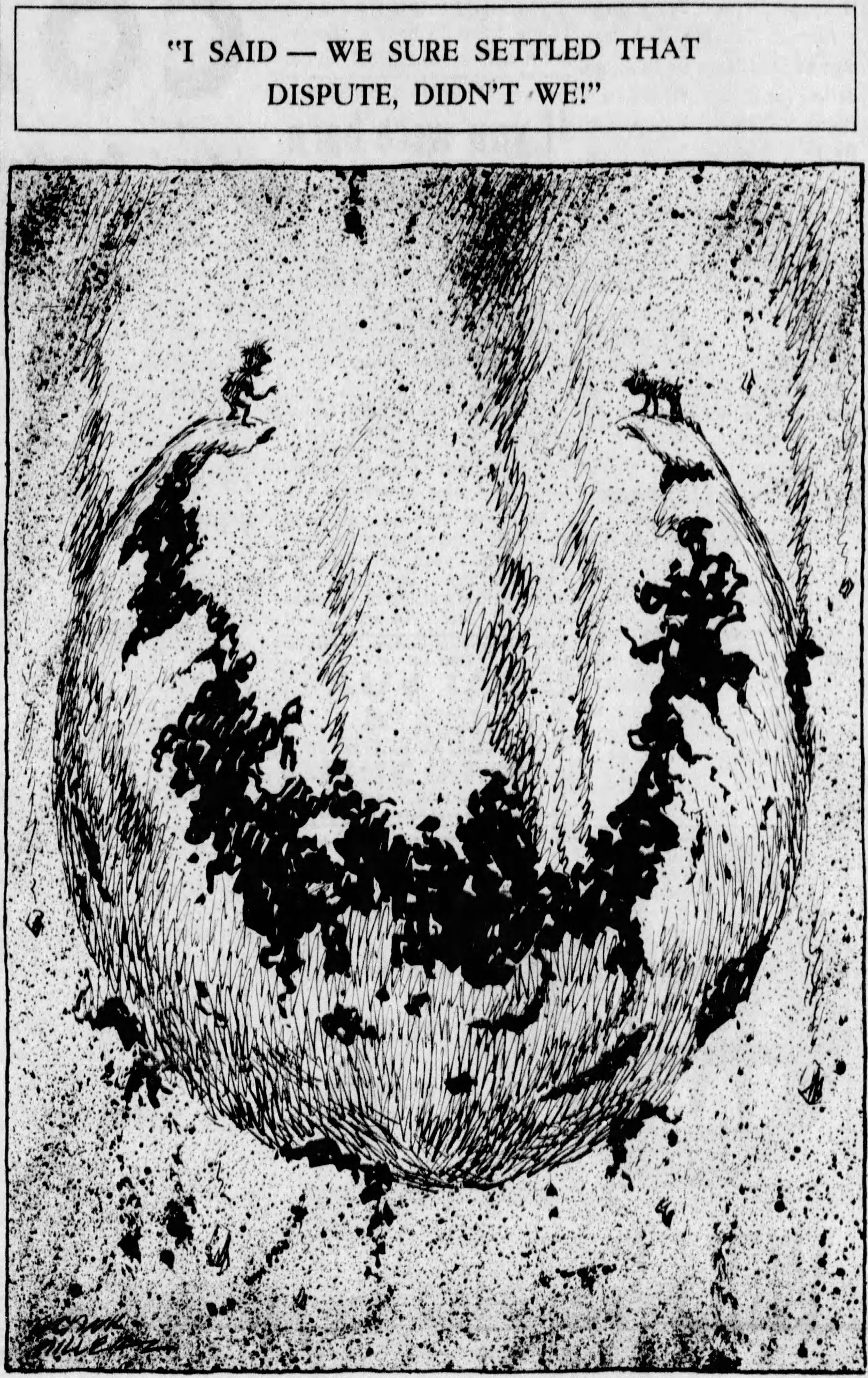
I said-We sure settled that dispute, didn't we!, vincitrice del premio per la miglior vignetta editoriale

  - Chicago Daily News, per aver richiamato l'attenzione dell'opinione pubblica sui problema della fornitura di servizi di controllo delle nascite nei programmi di sanità pubblica nella sua area.
- Giornalismo locale di ultim'ora:
  - Sylvan Fox, Anthony Shannon e William Longgood, del New York World-Telegram e del New York Sun, per il loro reportage sull'incidente aereo avvenuto nei cieli di Jamaica Bay il 1º marzo 1962, in cui persero la vita 95 persone.
- Giornalismo locale investigativo:
  - Oscar Griffin, Jr., del Pecos Independent and Enterprise, che, come editore, diede inizio alla denuncia del cosiddetto "scandalo Billie Sol Estes", portando così all'attenzione nazionale una grave frode ai danni del governo degli Stati Uniti d'America con conseguenti indagini, procedimenti giudiziari e condanna di Estes.[3]
- Giornalismo nazionale:
  - Anthony Lewis, del The New York Times, per il suo eccellente resoconto dei procedimenti della Corte Suprema degli Stati Uniti d'America nel corso dell'anno, con particolare attenzione alla decisione sul caso della ripartizione e alle sue conseguenze in molti Stati dell'Unione.
- Giornalismo internazionale:
  - Hal Hendrix, del The Miami News, per il suo persistente lavoro di cronaca che ha rivelato, nella sua fase iniziale, che l'Unione Sovietica stava installando rampe di lancio di missili a Cuba e inviando un gran numero di aerei MiG-21 sull'isola.
- Editoriale:
  - Ira B. Harkey, Jr., direttore e redattore del Pascagoula Chronicle, per i suoi coraggiosi editoriali dedicati ai processi occorsi durante la crisi di integrazione nel Mississippi nel 1962.
- Vignetta editoriale:
  - Frank Miller, del The Des Moines Register, per la vignetta I said-We sure settled that dispute, didn't we!.
- Fotografia:
  - Hector Rondon, fotografo venezuelano del quotidiano La Republica, per la fotografia intitolata Aid from the Padre, ritraente un prete che tiene in braccio un soldato ferito durante l'insurrezione di El Porteñazo del 1962, distribuita negli Stati Uniti d'America dall'Associated Press.

## Letteratura, drammaturgia e musica
- Narrativa:
  - The Reivers, di William Faulkner (Random).
- Drammaturgia:
  - Non assegnato.
- Storia:
  - Washington, Village and Capital, 1800-1878, di Constance McLaughlin Green (Princeton University Press).
- Biografie o Autobiografie:
  - Henry James, di Leon Edel (Lippincott).
- Poesia:
  - Pictures from Brueghel, di William Carlos Williams (New Directions).
- Saggistica:
  - The Guns of August, di Barbara Tuchman (Macmillan).
- Musica:
  - Piano Concerto No. 1, di Samuel Barber, eseguita per la prima volta dalla Boston Symphony Orchestra presso la Philharmonic Hall il 24 settembre 1962.